# フラッグ・キャリア
フラッグ・キャリア（英語: flag carrier）は、ある特定の国や地域を代表し、対外的にも一番知名度が高い航空会社や船舶会社を指す。
かつては、政府所有の船会社や航空会社を指すために使用されていたが、国有エアラインが民営化されたケースもあり、現在では政府所有の如何は問わないことが多い。このような航空会社は、国によっては法的に異なる意味を持つ場合もあるが、ナショナル・エアライン（英語: national airline）またはナショナル・キャリア（英語: national carrier）として知られている。
航空機や船舶にその国の国旗を表示することを義務付ける法律があるため、フラッグキャリアと呼ばれることもある。例えば、米国の法律では、米国旗航空会社（U.S. flag air carrier）とは、1958年連邦航空法 第401条に基づく証明書を保有する航空会社（すなわち、米国を拠点に国際的に運航する航空会社）のことであり、米国で登録された船舶は米国旗船（U.S. flag vessel）として知られている。

## 背景

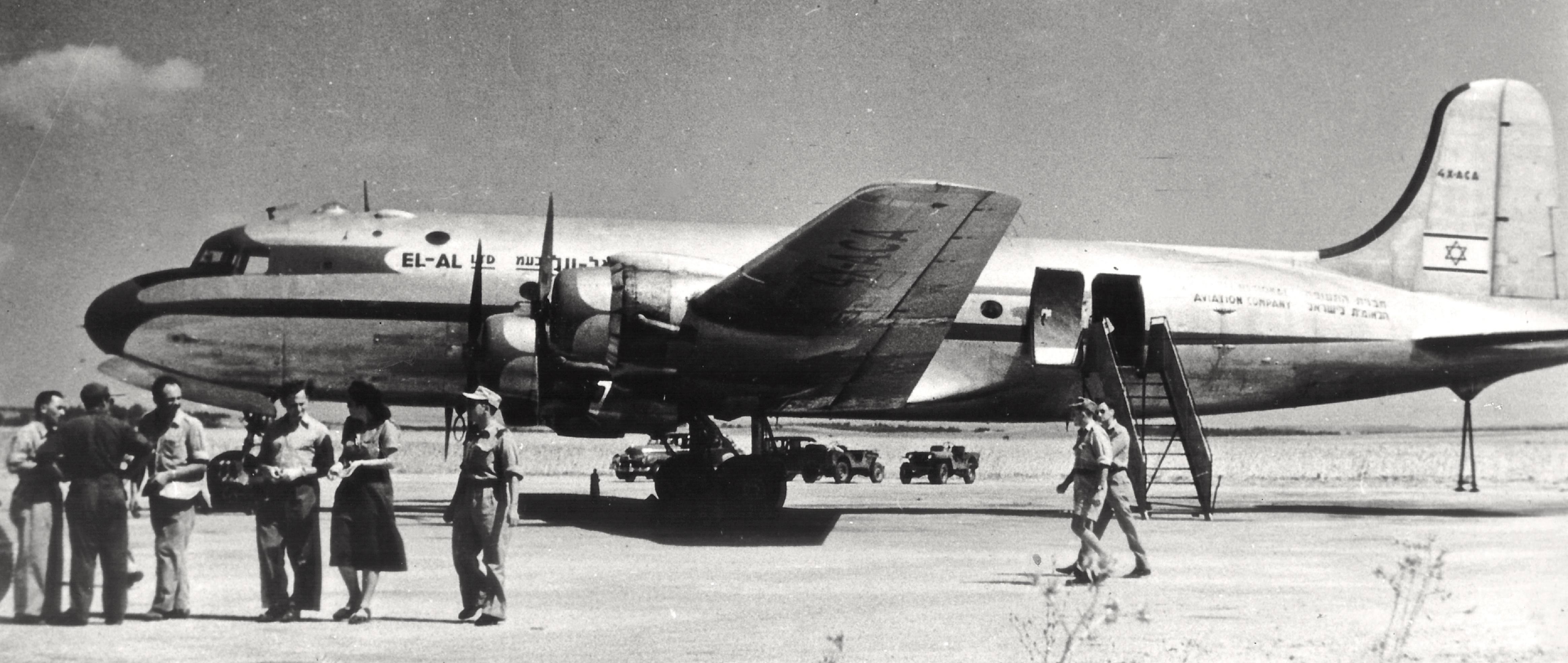
1948年のエルアル航空のダグラスDC-4

「フラッグキャリア」という言葉は、各国が国有航空会社を設立した時代の名残である。その後、航空会社の設立と運営には高い資本コストがかかるため、ブリティッシュエアウェイズやアリタリア航空、エールフランス航空など政府がその主導権を握るようになったが、パンアメリカン航空やキャセイパシフィック航空、カナダ太平洋航空、オリンピック航空など民営のケースもあった。これらのほとんどは「主要な国営航空会社」であり、しばしば海外での自国の存在感を示すものであったため、フラッグキャリアと考えられていた。
厳しく規制された航空業界はまた、航空権が政府間で交渉されることが多く、航空会社が開かれた市場に参入する権利を否定することを意味していた。バミューダ1号協定やバミューダ2号協定に似た二国間航空協定では、現地で登録された航空会社にのみ与えられる権利が規定されており、一部の政府は外国との競争で不利になることを避けるために、航空会社の活性化を余儀なくされている。また、イスラエルのエル・アル航空やレバノンのミドルイースト航空のようなフラッグ・キャリアを設立する国もあり、それらは国粋主義的な理由や、その国の経済、特に観光分野の支援を目的としている。
多くの場合、政府は補助金やその他の財政的インセンティブを通じて、フラッグ・キャリアの成長を直接支援している。国内で登録されている他の航空会社による競合他社の設立は禁止されているか、直接の競争を避けるために厳しく規制されている場合がある。民間の航空会社の設立が許可されても、特に航空権の国内市場または国際市場への配分においては、フラッグ・キャリアが優先的に割り当てられる可能性がある。
しかし、過去20年の間に、これらの航空会社の多くは、その後、公開会社や国営企業として法人化されるか、完全に民営化された。航空業界も徐々に規制緩和と自由化が進み、特に米国と欧州連合（EU）では、オープンスカイ協定の締結により、より大きな空の自由が認められるようになった。このような協定の特徴の一つは、ある国が複数の航空会社を指定して国際路線を運航する権利を持たせることであり、その結果、単一の「フラッグ・キャリア」は存在しない。
日本においても単一の「フラッグ・キャリア」は公式には存在しない。かつてはJAL（日本航空）が日本のフラッグ・キャリアであったが、2010年の経営破綻を機にその立場は揺らいでおり、現在ではJALとANA（全日本空輸）が日本の2大航空会社となっている。

## 各国のフラッグ・キャリア
| 国または地域                     | 航空会社                             | 現在の政府所有状況(株式保有割合)                                         | 民営化年および備考                                                                            |
| -------------------------------- | ------------------------------------ | ------------------------------------------------------------------------ | --------------------------------------------------------------------------------------------- |
| アフガニスタン                   | アリアナアフガン航空                 | 半官半民                                                                 |                                                                                               |
| アルバニア                       | エアアルバニア                       |                                                                          |                                                                                               |
| アルジェリア                     | アルジェリア航空                     | 完全国営                                                                 |                                                                                               |
| アンゴラ                         | TAAGアンゴラ航空                     | 半官半民                                                                 |                                                                                               |
| アルゼンチン                     | アルゼンチン航空                     | 国営                                                                     |                                                                                               |
| オーストラリア                   | カンタス航空                         | 民営                                                                     | 1992年                                                                                        |
| オーストリア                     | オーストリア航空                     | 民営                                                                     | 2008年12月5日。現在はルフトハンザグループ子会社                                               |
| アゼルバイジャン                 | アゼルバイジャン航空                 |                                                                          |                                                                                               |
| バハマ                           | バハマスエア                         | 完全国営                                                                 |                                                                                               |
| バーレーン                       | ガルフエア                           | 完全国営                                                                 |                                                                                               |
| バングラデシュ                   | ビーマン・バングラデシュ航空         | 公社                                                                     | 2007年7月23日改組。                                                                           |
| ベラルーシ                       | ベラヴィア                           | 完全国営                                                                 |                                                                                               |
| ベルギー                         | ブリュッセル航空                     | 民営                                                                     | 2009 - 2017年。現在はルフトハンザグループ子会社                                               |
| ブータン                         | ロイヤルブータン航空                 | 民営                                                                     |                                                                                               |
| ボリビア                         | ボリビアーナ航空                     | 完全国営                                                                 |                                                                                               |
| ボツワナ                         | エア・ボツワナ                       | 完全国営                                                                 |                                                                                               |
| ブルネイ                         | ロイヤルブルネイ航空                 | 完全国営                                                                 |                                                                                               |
| ブルガリア                       | ブルガリア航空                       | 半官半民（0.01 %）                                                       |                                                                                               |
| ブラジル                         | LATAM ブラジル                       | 民営                                                                     |                                                                                               |
| ブルキナファソ                   | エール・ブルキナ                     |                                                                          |                                                                                               |
| カンボジア                       | カンボジア・アンコール航空           | 半官半民（51 %）                                                         |                                                                                               |
| カメルーン                       | カメルーン航空                       |                                                                          |                                                                                               |
| カナダ                           | エア・カナダ                         | 民営                                                                     | 1989年。                                                                                      |
| カーボベルデ                     | カーボベルデ航空                     |                                                                          |                                                                                               |
| ケイマン諸島                     | ケイマン航空                         | 自治政府直営                                                             |                                                                                               |
| チャド                           | チャディア・エアラインズ             | 半官半民（51 %）                                                         |                                                                                               |
| チリ                             | LATAM チリ                           | 民営                                                                     | 1989年9月                                                                                     |
| 中国                             | 中国国際航空                         | 半官半民（51.7 %） （うち中国航空集団40.98 %、CNACG（同子会社）10.72 %） | 2004年一部民営化                                                                              |
| コロンビア                       | アビアンカ航空                       | 民営                                                                     |                                                                                               |
| クロアチア                       | クロアチア航空                       | 半官半民（98 %）                                                         |                                                                                               |
| キューバ                         | クバーナ航空                         | 完全国営                                                                 |                                                                                               |
| チェコ                           | チェコ航空                           | 民営                                                                     |                                                                                               |
| コンゴ民主共和国                 | コンゴ・エアウェイズ                 | 完全国営                                                                 |                                                                                               |
| デンマーク                       | スカンジナビア航空                   | 3か国合弁事業                                                            |                                                                                               |
| ノルウェー                       | スカンジナビア航空                   | 3か国合弁事業                                                            |                                                                                               |
| スウェーデン                     | スカンジナビア航空                   | 3か国合弁事業                                                            |                                                                                               |
| ジブチ                           | エール・ジブチ                       | 半官半民                                                                 |                                                                                               |
| エジプト                         | エジプト航空                         | 完全国営                                                                 |                                                                                               |
| 赤道ギニア                       | CEIBAインターコンチネンタル          |                                                                          |                                                                                               |
| エリトリア                       | エリトリア航空                       | 完全国営                                                                 |                                                                                               |
| エストニア                       | ノルディカ                           | 完全国営                                                                 |                                                                                               |
| エスワティニ                     | エスワティニ・エアリンク             | 半官半民                                                                 |                                                                                               |
| エチオピア                       | エチオピア航空                       | 完全国営                                                                 |                                                                                               |
| フェロー諸島                     | アトランティック・エアウェイズ       |                                                                          |                                                                                               |
| フィジー                         | フィジー・エアウェイズ               | 半官半民（51 %）                                                         |                                                                                               |
| フィンランド                     | フィンエアー                         | 半官半民（55.8 %）                                                       |                                                                                               |
| フランス                         | エールフランス                       | 半官半民                                                                 | 親会社のエールフランス‐KLMグループにフランス政府が18 %出資。                                  |
| フランス領ポリネシア             | エアタヒチヌイ                       | 半官半民                                                                 |                                                                                               |
| ジョージア                       | ジョージアン・エアウェイズ           | 民営                                                                     |                                                                                               |
| ドイツ                           | ルフトハンザドイツ航空               | 半官半民（20.05 %）                                                      | 1994 - 1997年。新型コロナウイルス流行による経営危機により、2020年にドイツ政府が一部買い戻し。 |
| ギリシャ                         | エーゲ航空                           | 民営                                                                     |                                                                                               |
| グリーンランド                   | エア・グリーンランド                 |                                                                          |                                                                                               |
| ガーンジー                       | オーリニー                           | 自治政府直営                                                             |                                                                                               |
| 香港                             | キャセイパシフィック航空             | 半官半民（香港政府6.08 %、中国政府16.03 %、中国国際航空30 %）            |                                                                                               |
| アイスランド                     | アイスランド航空                     | 民営                                                                     |                                                                                               |
| インド                           | エアインディア                       | 民営                                                                     | 2021年11月                                                                                    |
| インドネシア                     | ガルーダインドネシア航空             | 半官半民（60.536 %）                                                     | 2011年2月一部民営化。                                                                         |
| アイルランド                     | エアリンガス                         | 民営                                                                     | 2006年9月。現在はIAG子会社                                                                    |
| イラン                           | イラン航空                           | 完全国営                                                                 |                                                                                               |
| イラク                           | イラク航空                           | 完全国営                                                                 |                                                                                               |
| イスラエル                       | エル・アル航空                       | 半官半民（1.1 %）                                                        | 2004年6月                                                                                     |
| イタリア                         | ITAエアウェイズ                      | 完全国営                                                                 | アリタリア航空の後継                                                                          |
| コートジボワール                 | エール・コートジボワール             | 半官半民（49 %）                                                         |                                                                                               |
| ヨルダン                         | ロイヤルヨルダン航空                 |                                                                          |                                                                                               |
| カザフスタン                     | エア・アスタナ                       | 半官半民（51 %）                                                         |                                                                                               |
| ケニア                           | ケニア航空                           | 半官半民（29.8 %）                                                       |                                                                                               |
| キリバス                         | キリバス航空                         |                                                                          |                                                                                               |
| クウェート                       | クウェート航空                       | 完全国営                                                                 |                                                                                               |
| ラオス                           | ラオス国営航空                       | 完全国営                                                                 |                                                                                               |
| ラトビア                         | エアバルティック                     | 半官半民（80.05 %）                                                      |                                                                                               |
| レバノン                         | ミドル・イースト航空                 | 半官半民（99 %）                                                         |                                                                                               |
| リビア                           | アフリキヤ航空                       | 完全国営                                                                 |                                                                                               |
| リビア                           | リビア航空                           | 完全国営                                                                 |                                                                                               |
| ルクセンブルク                   | ルクスエア                           | 半官半民（73.86 %）                                                      |                                                                                               |
| マカオ                           | マカオ航空                           | 半官半民（5 %）                                                          |                                                                                               |
| マダガスカル                     | マダガスカル航空                     | 半官半民                                                                 |                                                                                               |
| マラウイ                         | マラウイアン航空                     | 半官半民（51 %）                                                         |                                                                                               |
| モルディブ                       | モルディビアン航空                   |                                                                          |                                                                                               |
| マルタ                           | KMマルタ航空                         | 半官半民                                                                 | マルタ航空運航停止により、2023年設立。                                                        |
| モーリタニア                     | モーリタニア航空                     |                                                                          |                                                                                               |
| モーリシャス                     | モーリシャス航空                     |                                                                          |                                                                                               |
| メキシコ                         | アエロメヒコ航空                     | 民営                                                                     | 2007年                                                                                        |
| モルドバ                         | モルドバ航空                         |                                                                          |                                                                                               |
| モンゴル                         | MIATモンゴル航空                     | 民営                                                                     |                                                                                               |
| モロッコ                         | ロイヤル・エア・モロッコ             | 完全国営                                                                 |                                                                                               |
| モザンビーク                     | LAMモザンビーク航空                  | 完全国営                                                                 |                                                                                               |
| ミャンマー                       | ミャンマー・ナショナル航空           | 完全国営                                                                 |                                                                                               |
| ナミビア                         | ナミビア航空                         | 完全国営                                                                 |                                                                                               |
| ナウル                           | ナウル航空                           | 完全国営                                                                 |                                                                                               |
| ネパール                         | ネパール航空                         | 完全国営                                                                 |                                                                                               |
| オランダ                         | KLMオランダ航空                      | 半官半民                                                                 | 親会社のエールフランス-KLMグループにオランダ政府が14 %出資。                                  |
| ニュージーランド                 | ニュージーランド航空                 | 半官半民（53 %）                                                         | 1989年。2001年に一部再国有化。                                                                |
| 北朝鮮                           | 高麗航空                             | 完全国営                                                                 |                                                                                               |
| オマーン                         | オマーンエア                         | 半官半民                                                                 |                                                                                               |
| パキスタン                       | パキスタン国際航空                   | 完全国営                                                                 |                                                                                               |
| パナマ                           | コパ航空                             | 民営                                                                     |                                                                                               |
| パプアニューギニア               | ニューギニア航空                     |                                                                          |                                                                                               |
| フィリピン                       | フィリピン航空                       | 民営                                                                     |                                                                                               |
| ポーランド                       | LOTポーランド航空                    | 完全国営                                                                 |                                                                                               |
| ポルトガル                       | TAPポルトガル航空                    | 半官半民（72 %）                                                         |                                                                                               |
| カタール                         | カタール航空                         | 完全国営                                                                 |                                                                                               |
| コンゴ共和国                     | 赤道コンゴ航空                       | 半官半民（70 %）                                                         |                                                                                               |
| レユニオン                       | エール・オーストラル                 |                                                                          |                                                                                               |
| ルーマニア                       | タロム航空                           | 半官半民（95 %）                                                         |                                                                                               |
| ロシア                           | アエロフロート・ロシア航空           | 半官半民（51 %）                                                         |                                                                                               |
| ルワンダ                         | ルワンダ航空                         | 完全国営                                                                 |                                                                                               |
| セントビンセント・グレナディーン | SVGエア                              |                                                                          |                                                                                               |
| サモア                           | ポリネシアン航空                     | 完全国営                                                                 |                                                                                               |
| サントメ・プリンシペ             | STP航空                              | 民営                                                                     |                                                                                               |
| サウジアラビア                   | サウディア                           | 半官半民                                                                 |                                                                                               |
| セネガル                         | エア・セネガル                       |                                                                          |                                                                                               |
| セルビア                         | エア・セルビア                       | 半官半民（51 %）                                                         |                                                                                               |
| セーシェル                       | セーシェル航空                       | 民営                                                                     |                                                                                               |
| ソロモン諸島                     | ソロモン航空                         | 完全国営                                                                 |                                                                                               |
| シンガポール                     | シンガポール航空                     | 半官半民                                                                 | 政府ファンドテマセク・ホールディングスが54.5 %保有                                            |
| 南アフリカ共和国                 | 南アフリカ航空                       | 完全国営                                                                 |                                                                                               |
| スペイン                         | イベリア航空                         | 半官半民                                                                 | IAG子会社。スペイン政府が5 %のIAG株を保有                                                     |
| スリランカ                       | スリランカ航空                       | 完全国営                                                                 |                                                                                               |
| スーダン                         | スーダン航空                         | 完全国営                                                                 |                                                                                               |
| スリナム                         | スリナム・エアウェイズ               | 完全国営                                                                 |                                                                                               |
| スイス                           | スイスインターナショナルエアラインズ | 民営                                                                     | ルフトハンザグループ子会社                                                                    |
| シリア                           | シリア航空                           | 完全国営                                                                 |                                                                                               |
| タンザニア                       | エア・タンザニア                     | 完全国営                                                                 |                                                                                               |
| タイ                             | タイ国際航空                         | 半官半民（47.86 %）                                                      | 2020年の経営破綻後一部民営化                                                                  |
| トリニダード・トバゴ             | カリビアン航空                       | 3か国合弁事業                                                            | トリニダード・トバゴ政府84 %、ジャマイカ政府16 %                                              |
| ジャマイカ                       | カリビアン航空                       | 3か国合弁事業                                                            | トリニダード・トバゴ政府84 %、ジャマイカ政府16 %                                              |
| ガイアナ                         | カリビアン航空                       | 3か国合弁事業                                                            | トリニダード・トバゴ政府84 %、ジャマイカ政府16 %                                              |
| チュニジア                       | チュニスエア                         | 半官半民                                                                 |                                                                                               |
| トルコ                           | ターキッシュエアラインズ             | 半官半民（49 %）                                                         |                                                                                               |
| トルクメニスタン                 | トルクメニスタン航空                 | 完全国営                                                                 |                                                                                               |
| ウガンダ                         | ウガンダ航空                         |                                                                          |                                                                                               |
| ウクライナ                       | ウクライナ国際航空                   |                                                                          |                                                                                               |
| イギリス                         | ブリティッシュ・エアウェイズ         | 民営                                                                     | 1987年。現在はIAG子会社                                                                       |
| ウズベキスタン                   | ウズベキスタン航空                   | 半官半民                                                                 |                                                                                               |
| ベネズエラ                       | コンビアサ航空                       | 完全国営                                                                 |                                                                                               |
| ベトナム                         | ベトナム航空                         | 半官半民（86.2 %）                                                       |                                                                                               |
| バヌアツ                         | バヌアツ航空                         |                                                                          |                                                                                               |
| イエメン                         | イエメニア                           | 半官半民                                                                 |                                                                                               |
| ジンバブエ                       | エア・ジンバブエ                     | 完全国営                                                                 |                                                                                               |

### 現存しないもの
| 国                   | 航空会社                 | |
| -------------------- | ------------------------ | --- |
| 大日本帝国           | 大日本航空               | 1945年8月に日本が第二次世界大戦に敗北し、日本を占領した連合国により、日本国籍機による全ての航空活動が停止されたことを受け、解散した。 |
| アメリカ施政下の沖縄 | 南西航空                 | 1972年5月の本土復帰により琉球政府が消滅し日本の航空法が適用された為、琉球政府のフラッグキャリアとしての地位を失う。その後は日本航空の地域子会社となり1993年に日本トランスオーシャン航空と改称し現在に至る。                                                              |
| 満洲国               | 満州航空                 | 1945年8月に同盟国の日本が第二次世界大戦に敗北し、それに伴い満州国が消滅したため、解散した。 |
| 中華民国             | 民航空運公司             | 航空事故を起こしたことなどから経営不振に陥り1975年に運航を停止した。 |
| 中国                 | 中国民航                 | 中華人民共和国国務院直属の民間航空行政機構中国民用航空総局が直接運航していたが、1988年に民間航空部門を分社化し中国国際航空などを新設、現在は航空行政の管轄に専念している。                                                                                               |
| ベトナム共和国       | エア・ベトナム           | 南ベトナムがベトナム戦争に敗北して消滅したため、その混乱の中で消えていった。残った機材は社会主義政権の国営ベトナム航空で使用された。 |
| イギリス             | 英国海外航空             | 長距離国際線を担当するイギリスのフラッグキャリアとして、パンアメリカン航空、エールフランスなどとともに知られていた。国内線と近距離国際線を担当する英国欧州航空と合併し、現在のブリティッシュ・エアウェイズとなった。現在は同社がイギリスのフラッグキャリアである。       |
| ベルギー             | サベナ・ベルギー航空     | 国営航空会社として旧植民地などへの不採算路線を運航せざるを得なかったことなどから赤字体質が続き、2001年に倒産した。一部の路線や機材、従業員は、子会社のデルタ・エアー・トランスポートが「SNブリュッセル航空」（現在のブリュッセル航空）と改名して引き継いだ。             |
| スイス               | スイス航空               | サベナ・ベルギー航空と資本提携していたが、共倒れになる形で2001年に倒産した。その後子会社のクロスエアがスイス インターナショナル エアラインズに社名を変更する形で営業を引き継いだ。                                                                                       |
| 東ドイツ             | ルフトハンザドイツ航空   | 戦前から存在していたルフトハンザドイツ航空の後継を称していたが、西ドイツ側の同名企業に裁判で敗れたため、1963年にインターフルークが事業を引き継いだ。 |
| 東ドイツ             | インターフルーク         | 東ドイツがドイツ連邦共和国に編入されたため1991年に解散し、乗務員や路線はルフトハンザドイツ航空が、機体はドイツ空軍およびアエロフロート・ロシア航空が、それぞれ引き継いだ。                                                                                               |
| スロバキア           | スロバキア航空           | 民間投資家グループが1995年に設立し1998年運航開始。2005年にオーストリア航空傘下に入ったが2007年に倒産。事業と従業員の一部はシーグル・エアー（スロバキア）が引き継いだものの、同社も2009年に事業停止し倒産。                                                               |
| アメリカ合衆国       | パンアメリカン航空       | アメリカ合衆国の航空会社で唯一、全世界に路線を持ち、ボーイング707、ボーイング747をいち早く導入するなど、米国の先進性や繁栄の象徴、世界の国際線航空会社の盟主的存在であった。しかし、高コスト体質の改革が進む前に航空自由化が進んだために経営が悪化し、1991年に倒産した。 |
| ブラジル             | ヴァリグ・ブラジル航空   | かつては南米最大級の航空会社、スターアライアンスの一員であり、日本や欧州にも就航していたが、格安航空会社の台頭によって2005年に破産し、格安航空会社のゴル航空に買収された。                                                                                               |
| ペルー               | アエロペルー             | 1996年10月2日に起きた墜落事故の影響で業績が悪化し、1999年に運航が停止された。 |
| ナイジェリア         | ナイジェリア航空         | 国営航空会社であったが、2003年に経営不振で破産した。 |
| ソマリア             | ソマリ航空               | 1990年のソマリア内戦勃発によって経営破綻した。 |
| ハンガリー           | マレーヴ・ハンガリー航空 | 2012年2月に全便の運航を停止し、その後破産した。なお、同社の消滅後は、格安航空会社であるウィズエアーが同国唯一の定期航空会社となっている。 |
| スロベニア           | アドリア航空             | 2019年9月30日に倒産。スロベニア経済発展大臣は、新会社が設立される可能性について言及した。 |
| イタリア             | アリタリア航空           | 経営危機に伴う国有化のため、ITAエアウェイズに引き継がれた。 |
| 南イエメン           | 民主イエメン航空         | 南北統一に伴い、イエメニアと合併。 |
| マルタ               | マルタ航空               | 経営難で2023年に運航停止。機材、路線は新たなフラッグキャリアのKMマルタ航空に引き継がれた。 |